# Dorian Awards
Dorian Awards é uma premiação anual organizada pela GALECA: Sociedade de Críticos de Entretenimento LGBTQ, fundada em 2009 sob o nome de Associação de Críticos de Gays e Lésbicas). A comunidade organizadora é uma associação de profissionais, jornalistas e críticos de cinema e televisão dos Estados Unidos, Canadá e Reino Unido. Dentre os vencedores de melhor filme estão A Single Man, Io sono l'amore, Weekend, Argo, 12 Years a Slave, Boyhood, Carol, Moonlight e Call Me by Your Name.